# Spinolarius bizonatus
Spinolarius bizonatus is een keversoort uit de familie mierkevers (Cleridae). De wetenschappelijke naam van de soort is voor het eerst geldig gepubliceerd in 1893 door Kuwert.